# 구세프
구세프(러시아어: Гусев, 독일어: Gumbinnen(1945년까지는), 리투아니아어: Gumbinė(1945년까지는))는 칼리닌그라드주에 위치한 도시이다. 리투아니아에 접해 있고, 동쪽에는 체르냐홉스크가 위치해 있다. 주민은 28,260명(2010년)이 거주하고 있다.

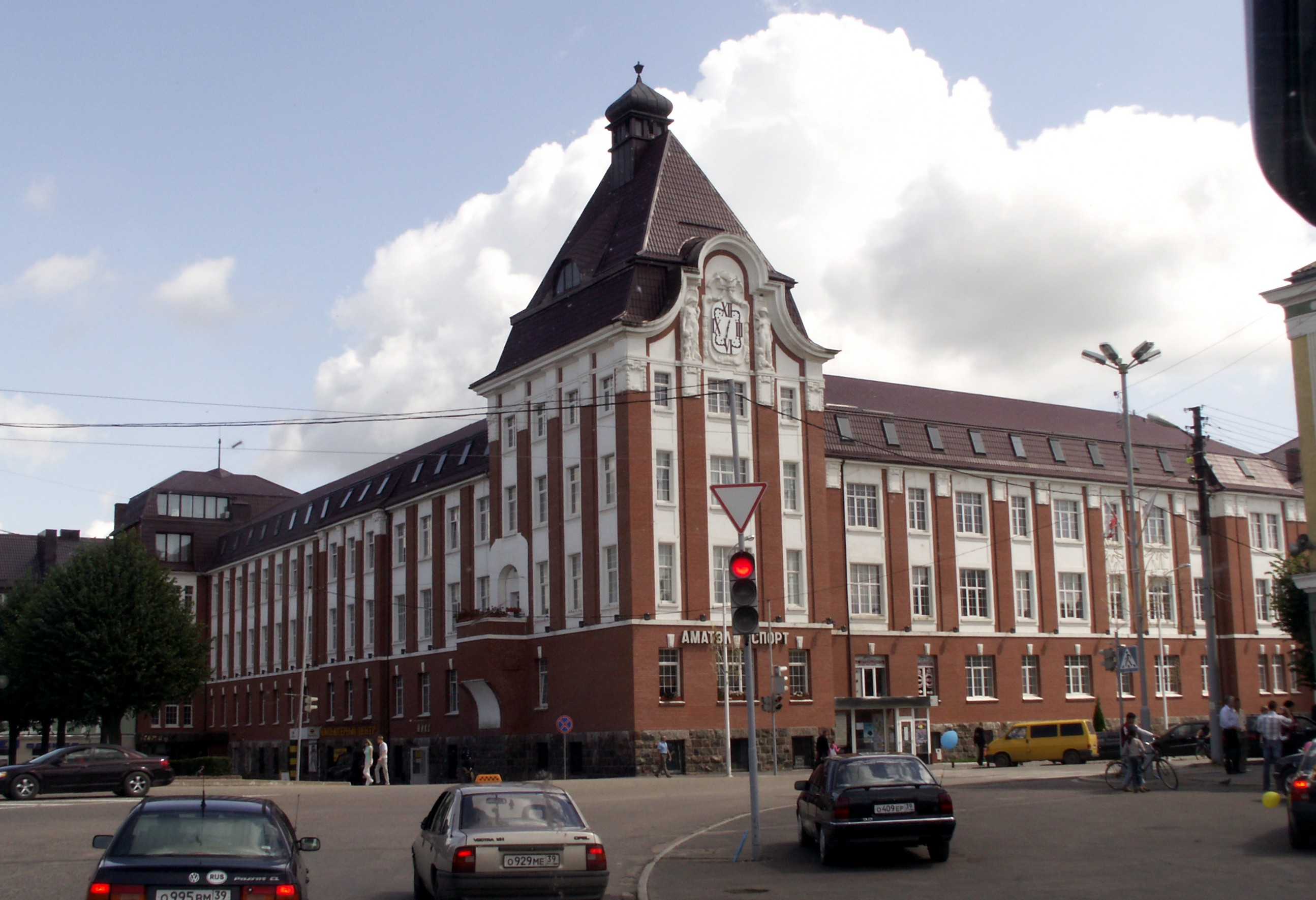
舊 굼빈넨 관구청 건물, 2009년

제2차 세계 대전 이전에는 독일 동프로이센의 도시인 굼빈넨이었다. 동프로이센의 굼빈넨 관구청(管區廳)의 소재지였는데, 그 때의 건물이 지금도 남아 있다. 1724년에 도시가 되었으며, 1945년 1월 21일에 소련군에 함락되면서 차츰 독일인 주민들은 추방되었다. 도시의 이름도 이 곳 부근에서 전사(戰死)한 소련 군인 세르게이 이바노비치 구세프의 이름을 따서 개명되었다.

## 같이 보기
- 칼리닌그라드 주의 도시